# Denica Saczewa
Denica Saczewa, bułg. Деница Сачева (ur. 2 listopada 1973 w Sofii) – bułgarska konsultantka, przedsiębiorca i urzędniczka państwowa, wiceminister pracy oraz edukacji, w latach 2019–2021 minister pracy i polityki socjalnej.

## Życiorys
Absolwentka szkoły średniej w Dobriczu. Uzyskała licencjat z pedagogiki społecznej na Południowo-Zachodnim Uniwersytecie im. Neofita Riłskiego w Błagojewgradzie, magisterium z zarządzania w służbie zdrowia na Uniwersytecie im. Asena Złatarowa w Burgasie oraz magisterium z zakresu PR na Uniwersytecie Sofijskim im. św. Klemensa z Ochrydy. Odbyła różne szkolenia z marketingu społecznego i politycznego oraz public relations. Pracowała jako urzędniczka w resorcie pracy, następnie w narodowym funduszu ubezpieczeń zdrowotnych. W latach 1999–2001 kierowała gabinetem ministra zdrowia Iłka Semerdżiewa. W 2001 zajęła się prowadzeniem własnej agencji PR pod nazwą Intelday Solutions. Jako konsultantka współpracowała przy różnych projektach Komisji Europejskiej i Banku Światowego.
Powróciła później do działalności publicznej. W latach 2016–2017 była wiceministrem pracy i polityki socjalnej, a w 2017 została wiceministrem edukacji i nauki. W grudniu 2019 powołana na stanowisko ministra pracy i polityki socjalnej w trzecim gabinecie Bojka Borisowa, zajmowała je do maja 2021.
W kwietniu 2021 z ramienia partii GERB uzyskała mandat posłanki do Zgromadzenia Narodowego 45. kadencji. Z powodzeniem ubiegała się o reelekcję w kolejnych wyborach z lipca 2021, listopada 2021, października 2022, kwietnia 2023, czerwca 2024 i października 2024.